# Kegare
Kegare (japonsky 穢れ nebo 汚れ, nečistota nebo špína) je japonský termín pro stav „fyzické“ nebo „duchovní“ nečistoty nebo znečištění. Převážně je spojován s přímým nebo nepřímým kontaktem se smrtí, krví a nemocí. 
Tradiční šintoismus požadoval čistotu jako základní podmínku pro uctívání kami. Nečistota byla vnímána jako příčina hněvu bohů, za zdroj protivenství, nebezpečí a neštěstí pro „lidské bytosti“. Byla považována za formu tsumi (japonsky 罪, destruktivní čin, hřích nebo porušení tabu). Podle šintoismu se jednalo o dočasný stav, který lze odstranit „obnovením stavu čistoty“ pomocí očistných obřadů harai nebo misogi, využívajících vodu . V buddhismu pojem kegare odkazuje na duchovní stav a nedokonalost spíše než na rituální nečistotu.
Pojem nečistoty lze nalézt také v Bibli, konkrétně ve Třetí knize Mojžíšově: „Pokud se někdo dotkne nečisté věci, ať se jedná o mrtvý dobytek či jiné mrtvé zvíře, stane se nečistým. A i když o tom neví, je vinen... “ Také pojem zvaný tittu v hinduismu popisuje stav, který je způsobován obdobnými příčinami jako kegare (mrtvoly, menstruace, obřízka atd.).
Britská antropoložka Mary Douglasová ve své práci uváděla, že princip nečistoty existoval běžně v primitivních společnostech na celém světě. Ve svých etnografických dílech dokládala, že tento koncept podporoval zachování sociálního řádu zdůrazňováním jevů jako nepořádek a nečistota. Autorka poukazovala na nezbytnost zkoumání pojmů čistoty, nečistoty, poskvrnění a tabu v širším sociálním a kulturním kontextu nikoli jako na izolované jevy. Skutečnosti, které podle autorky působily jako nečisté, způsobovaly narušování řádu respektive pořádku jako základní stability v životě.
Ještě v devatenáctém století byly japonské ženy vzhledem ke své fyziologii považovány za nečisté. Byl jim omezován nebo zcela odepřen přístup k určitým náboženským obřadům, posvátným místům, včetně hor nebo svátků matsuri. Některá omezení byla japonskou vládou zrušena ediktem z roku 1872, jiná však stále platí.

## Etymologie
Pojetí japonské rituální nečistoty (kegare) a zájem o jeho bádání je aktuální i v jednadvacátém století především ve spojitosti s diskriminací některých  sociálních skupin v Japonsku. Japonské akademické kruhy hledaly v kontextu náboženského myšlení vztah, který by se shodoval se vztahy mezi sakrálním prostorem, přirovnávaném v tomto prostředí k pojetí rituální čistoty hare (japonsky 晴れ) a profánním prostorem, který byl srovnáván s každodenním nebo také obyčejným světem ke (japonsky 褻). Tato teorie byla kritizována, protože vztah mezi hare a ke neodpovídal vztahu dualismu mezi sakrálním a profánním. Teorie byla vyvrácena tvrzením, že profánní svět neodpovídá ke. Použitím rituální očisty ho bylo možno změnit na „čistý“ prostor nebo prostředí.
Někteří japonští antropologové v osmdesátých letech dvacátého století rozšířili systém hare – ke o kegare. Tyto tři pojmy vytvořily základní rámec pro úvahy nejen o každodenním životě, ale také definovaly vztahy v kontextu japonského lidového náboženství mezi posvátným a každodenním „světem“. Antropoložka Emiko Namihira (narozena 1942) kladla důraz na konkrétní koncepci kegare (znečištění). Nejsilněji působilo a stále působí znečištění mrtvými těly. Znečištění způsobovalo těhotenství, porod, nemoci či krvácení. Zapříčinil ho také zločin, porušení tabu nebo přírodní katastrofa. Jídlo nebo oheň patřily rovněž ke zdrojům znečištění. 
Učení šintó a šugendó považovalo ženy za nečisté. Emiko Namihira však tvrdila, že lidová víra vnímala jako nečistou jen reprodukční roli žen. Ve svých výzkumech pracovala s myšlenkou považující prvky hare, ke a kegare za tři fáze opakující se v kruhu. Hare představuje posvátný, čistý prvek, ke je světský, obyčejný prvek a kegare tvoří nečistý prvek. Kegare není obsaženo v hare, je ontologicky odlišným pojmem, charakterizujícím nečistotu, znečištění nebo smrt, ke způsobuje chřadnutí. Rituální očista hare navrátí ke vitalitu, a je odstraněno kegare.
Čikara Abe se zabýval možným významem pojmu kegare ve své publikaci „Nečistota a smrt: Japonská perspektiva“. V jeho práci pojem nečistota (kegare) byl hmatatelný a ovlivnil japonské náboženství. Argumenty na podporu těchto tvrzení však ve svých textech neuváděl. Popsal rituální způsob očisty misogi. Představil tři příčiny vzniku nečistoty a to znečištění způsobené krví, porodem a nečistotu, které byla zaviněna smrtí nebo kontaktem s mrtvým tělem (lidským i zvířecím). Toto znečištění považoval za nejhorší typ kegare. 
Nišida Kóiči na základě studia nejstarších japonských kronik Kodžiki a Nihonšoki rozdělil pojem rituální nečistoty také do tří skupin. Jeho východiskem byl výskyt synonymních slov a slov se stejným významem v těchto kronikách. Skupiny tvořila nečistota spojená se smrtí, špína a přestupek proti císařskému dvoru, či přestupek proti řádu „nebeské planiny Takamanohara“. Ve své práci zmínil boha Izanagi, který se vracel z místa posmrtného života. Aby se očistil, vstoupil do řeky. Během jeho rituální očisty, kdy ze sebe smyl nečistotu kegare, vznikli noví bohové. Z kegare, které mělo být „odepřením“ života, zde vznikl život nový. Z kegare, poškozujícího zaběhlý společenský řád, se zrodil řád nový. V dílčích závěrech své práce Nišida Kóiči uváděl, že pojem rituální nečistoty (kegare) v této etapě dějin posiloval obnovu života i sociální systém. K velmi podobným závěrům dospěli další japonští akademici jako Mijata Noboru nebo Amino Jošihiko. Záhy byla akademická diskuse přerušena. Ani na počátku  jednadvacátého století není znám jednotný názor nebo definice popisující význam a vztahy mezi pojmy hare, ke a kegare.
Americký geograf Wilbert M. Gesler ve své práci Healing Places zmiňoval vodu jako základ pro rituální očistu v řecké svatyni v Epidaurosu. Připomněl, že po celém světě jsou léčivé prameny u posvátných míst. Podle něho pro Řeky očista rukou a dalších částí těla znamenala nejen rituální čistotu, ale i očistu srdce. Popsal holandské úvahy věnované čistotě a špíně. Holanďané došli k závěru, že čistota je zásadní pro správné dodržování morálních a sociálních pravidel ve společnosti.

## Charakteristika
Nečistota v šintoismu odkazuje na stav, který způsobuje oddělení od kami, tedy všudypřítomného „božstva“. Každý předmět, živočich, rostlina či přírodní útvar mají své kami. 
Kegare je často používán jako obecný termín pro označení stavu nečistoty nebo fyzického znečištění spojeného s menstruací, porodem, smrtí a nemocí. Přenáší se přímým nebo nepřímým kontaktem. Tento termín lze rozšířit také na duchovní znečištění. Formy a míra relevance se liší v závislosti na době, geografickém i sociálním kontextu a příslušné sociální skupině.
Od starověku byl největší zdroj znečištění spojován se smrtí, nazývaný ši-e (japonsky 死穢), který zahrnoval  kontakt s umírajícími a mrtvolami, s blízkými příbuznými zesnulého, s náčiním používaným při pohřebních rituálech a také místem, ve kterém k úmrtí došlo. Další formy, kde se znečištění projevovalo, byly spojovány s fyziologií člověka, jako je krvácení, porod, nemoci, sexuální aktivita.
V šintoismu jsou jako příčiny nečistoty považovány i destruktivní činy nebo zakázané lidské činy, jako je incest, zločiny a porušování tabu, všechny případy tsumi (porušování právních, společenských nebo náboženských pravidel). Většina šintoistických rituálů si klade za cíl obnovení čistoty, která tvoří základ spojení s božstvy.
Buddhismus přisuzuje nečistotě jiný význam. Všechny formy utrpení, nevědomosti a nemravnosti jsou považovány za nečisté. Obrazy špíny, prachu nebo bahna slouží často jako metafory při zobrazování duševního znečištění i nejistot pozemského života, znečištěné říše sansáry. Na základě pojetí posmrtného života, včetně reinkarnace a víry, že přežití a prosperita komunity závisí na mystické ochraně předků se praktikují obřady pro usmíření mrtvých. Do Japonska se buddhismus šířil v polovině šestého století n. l. a začal mít podstatný vliv na sociální i kulturní život země. Šintoistická božstva kami byla začleněna do systému buddhistické nauky.

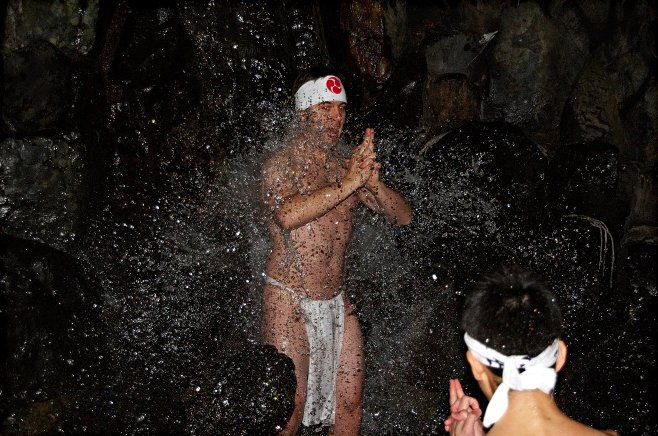
Očista (misogi) pod vodopádem Tsubaki Jinja

### Očistné obřady
Velký důraz byl v japonské společnosti kladen na rituální čistotu a dodržování tabu. Zlu (smrt, nemoc nebo živelná katastrofa) bylo třeba zabránit v šíření. Od lidí, kteří přišli do kontaktu s tímto zlem byl vyžadován půst. Například příbuzní zemřelého dodržovali půst deset dnů, pak bylo tělo pohřbeno. Pojem půst měl široký význam. Na základě textů v čínských kronikách říše Wej  lze zjistit, že před vyplutím na moře bylo zakázáno česat se a mýt. Bylo  zapovězeno jíst maso a stýkat se s ženou. Půst sloužil nejen jako následné očištění, ale také jako prevence před možným zlem. Byla prováděna rituální očista, jejíž obřady se zachovaly i do pozdější doby. Očistu prováděl například mnich, který máváním dřevěné hůlky, pokryté proužky papíru. Rozstřikoval vodu a tak symbolicky očišťoval osobu, předmět nebo místo. Koupel v mořské slané vodě byla považována také za přínosnou, vhodná byla „očista“ v řece nebo pod vodopádem. Před vstupem do svatyně si každý musel omýt ruce. Nečisté místo bylo možné posypat také solí.

## Historie
Kořeny pojetí rituální nečistoty lze nalézt v popisu každodenního života obyvatel japonských ostrovů v čínských kronikách říše Wej sepsaných v roce 295 našeho letopočtu. Například v úvodu popisu zvyků obyvatel říše je zmiňována jejich víra v „zázračnou moc“ tetování, která měla sloužit k ochraně před nebezpečím. Jako důležitý, lze zařadit text o vodě jako prostředku rituální očisty, který se objevuje nejen v asijském, ale i evropském kulturním světě. V nejstarší japonské kronice Kodžiki vstupoval Izanagi do očistné koupele, aby ze sebe smyl vše nečisté.

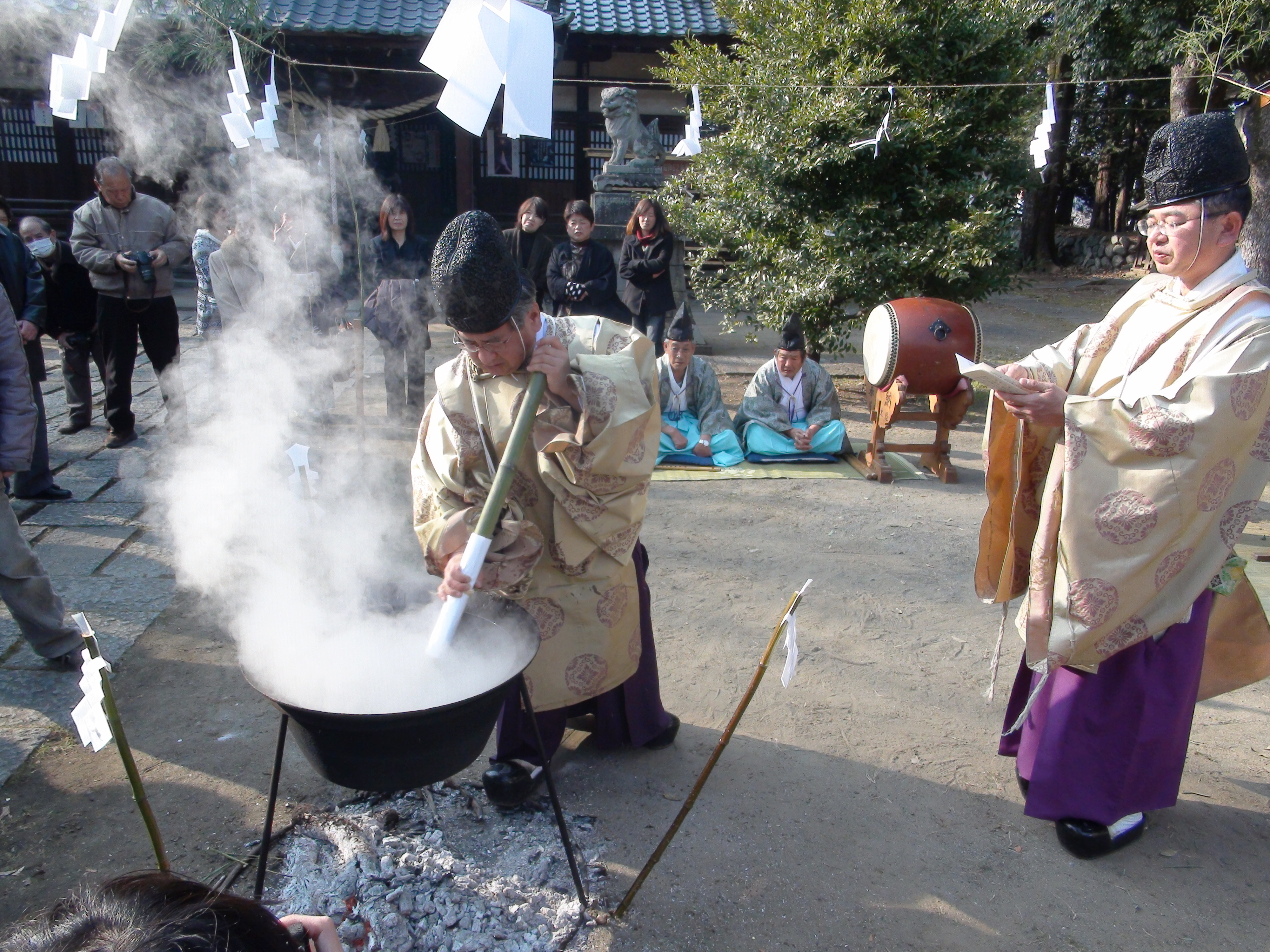
Tradiční šintoistický obřad

Čistotu jako politickou a náboženskou hodnotu a zároveň jako model nového systému vlády prosazovali císař Temmu a jeho následovnice císařovna Džitó během období Asuka. Na základě čínského modelu byla postupně vytvářena centrální správa a soustava soudů (státní zřízení ricurjó). Společnost byla rozdělena a organizována na základě zaměstnání.  
Japonský císařský titul tennó [japonsky 天皇], v překladu „nebeský vládce“ odkazuje na původ vycházející od bohyně slunce. „Božský původ“ císaře byl vyjadřován prostřednictvím stavu čistoty, který jej odlišoval a odděloval od ostatních lidí. Smrt císaře způsobila podstatné znečištění. Například úmrtí císaře, předcházející období Nara vedlo ke stěhování hlavního města. Císařský dvůr i vysoce postavení úředníci se snažili vyhnout znečištění smrtí. Při inauguraci nového císaře se konala velká očista (óhare), která představovala uvedení země „do pořádku“. 
Koncept znečištění se rozšířil s upevňováním buddhismu během období Heian a výrazně ovlivnil život na císařském dvoře, dvorní šlechty i způsob života v zemi. Rozšíření buddhismu ovlivnilo i způsob pohřbívání. Ustoupilo pohřbívání do hrobů a rozšířilo se pohřbívání žehem.
V tomto období se stal nečistým každý, kdo přišel do kontaktu s mrtvým tělem nebo místem úmrtí. Třicet dnů trávil v ústraní, aby nikoho „nenakazil“. Žena „znečištěná“ porodem zůstávala v ústraní jeden týden. Rituální nečistotou byli „postiženi“ nemocní, nakažení leprou nebo umírající. Pro vyšší společenské vrstvy bylo nedůstojné, aby člen domácnosti zemřel vdomě. Nemocní byly přenášeny na břehy řek do hospiců (japonsky 施薬院, hiden‘in nebo sejakuin) nebo poblíž chrámů. Na otevřených prostranstvích a v blízkosti vodních toků nebylo možné se nakazit rituální nečistotou, na rozdíl od uzavřených soukromých budov.
Rituální nečistota měla v tomto období různé podoby. Po velkých požárech vzniklo znečištění ohněm (japonsky 消防穢, šóbó-e). Také jakýkoli zločin způsobil znečištění zločinem (japonsky 罪穢, cumi-e). 
Pokud došlo ke znečištění císařského dvora, byly prováděny očistné rituály a zastavily se veškeré aktivity císařského dvora. Z obřadu velké očisty se stal rituál. Konal se vždy, když bylo třeba očistit císařský dvůr a tím docházelo k přerušování politických jednání. Nečistotou bylo například nalezení mrtvého psa uvnitř paláce, nebo když dvorní úředník přišel do služby po úmrtí v rodině. Po takovémto znečištění byl prováděn obřad očisty. Záhy bylo obřadu rituální nečistoty využíváno k protahování politických sporů nebo jako obstrukce při dvorských jednáních.
V období Kamakura byly rozšířeny texty popisující odstraňování nečistot. Změnil se počet předpokládaných dnů zákazu činnosti, ale také rozsah geografického a společenského uplatnění v návaznosti na rostoucí vliv buddhistických úřadů.

## Nečistota jako ohrožení společenského řádu
Britská profesorka Mary Douglasová se zabývala analýzou rituální nečistoty a čistoty. Ve své strukturálně koncipované práci Čistota a nebezpečí: Analýza konceptů kontaminace a tabu z roku 1966 sociální antropoložka pracovala s otázkou znečištění jako strukturou, kterou obsahuje každá společnost. Svými výzkumy doložila, že tato struktura plní funkci zachování sociálního řádu symbolickým zdůrazněním jevů, chápaných jako nepořádek a nečistota, které nastavený řád narušují. Dokazovala nezbytnost zkoumání pojmů čistota, nečistota, poskvrnění a tabu v rozsáhlých sociálních a kulturních souvislostech, nikoli jako samostatné jevy. 
Polemizovala s názory mnoha autorů, kteří prováděli rozbor „primitivního“ náboženství, magie nebo znečištění. Ve své práci definovala pojetí nečistoty jako něčeho, co není na svém místě. Používala slovní spojení „nemístné věci“. Byla přesvědčena, že naše představa špíny je analogická tabu v „primitivních“ kulturách. Špína byla podle ní je vedlejším produktem systematického třídění a klasifikace věcí. Stejně jako běžné třídění v sobě zahrnuje vyřazení nesouvisejících prvků“.
Zdůrazňovala, že zdroje rizika a znečištění ohrožují jednotu a soudržnost klasifikačního systému, na kterém je založen světový názor a sociální řád v rámci systému. Podle antropoložky je každá konceptuální struktura zranitelná ve svých okrajových bodech. Špína nebo nečistota jsou „hmotou“, která není na místě, kam patří. Elementy nebo prvky, které různé kultury považují za zdroj nebezpečí, jsou například přechodové fáze, „nositelé zmatků“ na základě klasifikačního hlediska nejednoznačnosti jako puberta, těhotenství, porod nebo smrt. Zařadit sem lze i tělesné otvory, které fungují jako „hranice“ mezi uvnitř a vně těla a mají vylučovací funkci jako jsou exkrementy, pot nebo menstruační krev.  
Přínosným se stal i rozbor knih Leviticus a Deuteronomium, kde jsou popsány pravidla rituální čistoty a nečistoty zakotvená ve Starém zákoně. Tvrdila, že „jakákoliv částečná interpretace pravidel znečištění jakékoli kultury je odkázána k selhání“.  
Společně s Claudem Lévi-Straussem neschvalovala názory některých vědců, že členové aliterárních společností přemýšlejí jiným způsobem než gramotní lidé. K jejímu pojetí špíny jako anomálie nebo odchylky, vybočující z klasifikačního systému a která bývá v některých situacích vnímána jako posvátná se připojil Edmund Ronald Leach. V jeho pracích se podobná myšlenka objevila ještě dříve.

### Nečistota žen

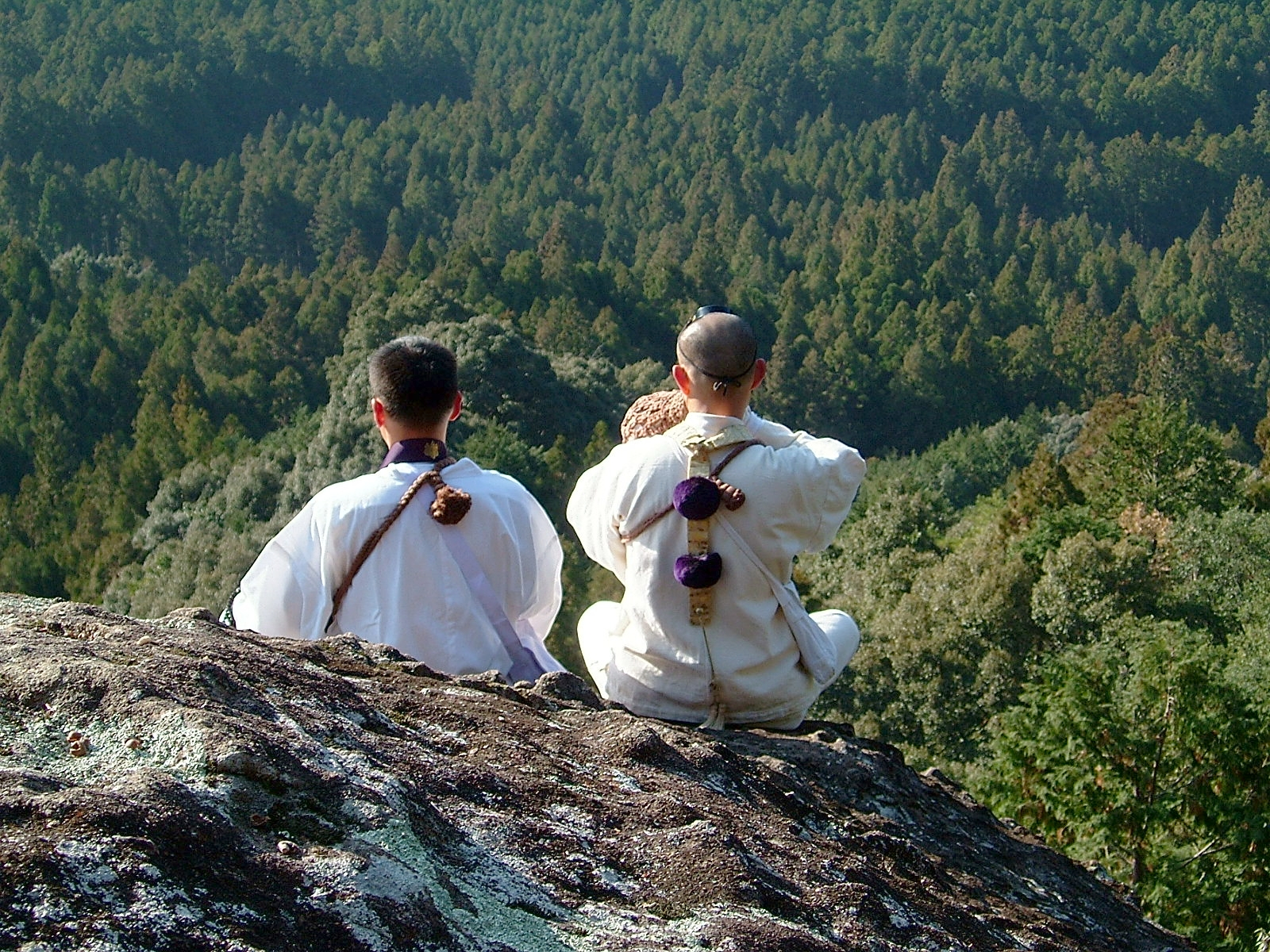
šugendó – japonská asketická sekta, žijící v horách

V japonských kronikách Kodžiki a Nihonšoki chybí myšlenka porodu jako způsobu znečištění. Bylo pouze zvykem, nedívat se na rodící ženu. Od  počátku devátého století se porod stal stejným zdrojem znečištění jako smrt. Deváté století by se dalo definovat jako počátek misogynie v japonském buddhismu. V této době se začínalo formovat Nyonin kinsei, tj. zákaz vstupu žen na posvátná místa, včetně posvátných hor a zákaz účasti na náboženských rituálech. Tento zákaz byl postaven na tradici šugendó, které vzniklo spojením buddhismu s japonskou šintoistickou vírou. Je také vysvětlován potenciální hrozbou ženské nečistoty, která je vyjádřena v některých buddhistických přikázáních.
Ve středověkém Japonsku, dokonce až do konce devatenáctého století se menstruující ženy a matky v některých oblastech zavíraly do oddělených chýší. Na jihozápadě Japonska a v pobřežních rybářských vesnicích, musely menstruující ženy a novopečené matky jíst na místech oddělených od zbytku rodiny. Zde mělo vliv přesvědčení, že oheň a potraviny, se kterými přišli do styku, by mohly šířit znečištění. Po porodu matka prvních patnáct dní nemusela vařit. Pokud chtěla opustit dům, po dvaatřicet dní nemohla chodit do  místnosti s domácí svatyní. Venku si musela zakrýt hlavu, aby neznečistila slunce. Koncem období Heian bylo ženám zakázáno navštěvovat svatyni do třiceti dnů po porodu, později byl zákaz prodloužen na sto dní. 
Emiko Namihira v knize Struktura nečistoty z roku 1984 poukazovala na způsob,  jak byl a je pojem nečistoty (kegare) používán pro sociální diskriminaci, například v dělbě práce na základě pohlaví. Ve své studii poznamenala, že ještě v posledních desetiletích dvacátého století v některých japonských rybářských a horských vesnicích nebo na velkých staveništích (tunely, přehrady) se věřilo, že když žena přijde na místo, kde pracují muži, způsobí určitě nehodu.

### Neviditelní lidé
Koncem sedmého století rozdělil nový právní řád ritsuryó japonské obyvatele do dvou skupin: ryómin (vyšší třída) a senmin (prostí lidé). Ti se dále dělili do pěti podskupin. Vykonávali podřadnou práci a často byli považováni za nečisté. Otroky vlastnila vyšší třída. Nebyli registrováni ve státních registrech a na základě dekretu císařovny Džitó z roku 673 se museli oblékat do černých oděvů. Zbytek populace používal na oděv žlutou barvu. Když byla v roce 787 n. l. zrušena legální kategorie senmin, počet otroků byl odhadován na 4–10 % populace.
V období Edo vláda šógunátu Tokugawa zavedla rozdělení obyvatel do základních čtyř tříd (samurajové, zemědělci, řemeslníci a obchodníci). Mimo toto rozdělení zůstali na okraji společnosti skupiny hinin a eta. Tito lidé dříve patřili do skupiny senmin. Jejich práce byla považována za ponižující a nečistou, například porážení zvířat, zpracování kůže a bambusu, převoz mrtvol a pohřbívání, odstraňování odpadu, čištění chrámů a svatyní nebo pouliční obchodování. Okraj společnosti tvořili také lidé, kteří byli „zdrojem nečistoty“, jako žebráci, postižení lidé nebo malomocní. Žili v segregovaných lokalitách, na okrajích měst, za vesnicemi nebo v blízkosti řek. Trpěli a trpí i v jednadvacátém století marginalizací.
Šogunátní vláda ve snaze o stabilizaci země vydávala nová pravidla a zákazy. Například byly zakázány svatby mezi jednotlivými skupinami. Příslušníci skupiny eta nesměli pěstovat rýži. Předsudky a netolerance vůči této skupině obyvatel byla výsledkem úmyslných ekonomických a politických postupů vládnoucí třídy. Společnost v období Edo nabyla sice kastovní společností, ale těmto diskriminovaným skupinám byly přiřazovány kvality podobné kastám.
V období Meidži byli lidé z okraje společnosti eta-hinin formálně zrovnoprávněni. V roce 1871 se vytvořila skupina „noví prostí občané“, šinheimin. Na základě zákonů se však jejich reálná situace nezměnila. Množství těchto občanů (burakumin) žije v uzavřených komunitách po celém Japonsku a mnoho jich je odkázáno na nekvalifikovanou a špatně placenou práci.